# Canto straniero/Così piccolo
Canto straniero/Così piccolo è un singolo a 45 giri inciso da Marcella Bella nel 1981 ed estratto dall'album eponimo della cantante.
Il disco, pubblicato su etichetta CBS, raggiunse il 6º posto della classifica italiana, risultando il 31° singolo più venduto del 1981 nel paese.

## Tracce[1][2]
1. Canto straniero – 4:07 (Antonio Bella - Dario Baldan Bembo)
2. Così piccolo – 4:36 (musica: Adelio Cogliati - Tony Mimms)

## Il disco

### Canto straniero
Canto straniero è un brano scritto da Antonio Bella e Dario Baldan Bembo. Gli arrangiamenti sono a cura di Dario Baldan Bembo.
Il brano partecipò al Festivalbar 1981.
Del brano, Marcella Bella fece nello stesso anno anche una versione in lingua spagnola intitolata Canto extranjero.

#### Testo
(Canto straniero (1981))
Protagonista del brano è una donna che rimpiange la fine di un amore. Dice al suo amato che forse lui, che sarà già abbracciato ad un'altra, potrà anche scordare il suo nome, ma non potrà mai scordarsi dell'estate passata insieme. Il grido disperato di lei però risulterà forse per lui come un "canto straniero" incomprensibile.

#### Cover
Del brano è stata fatta anche una cover in lingua tedesca intitolata Der Ring, den Du trägst  (= "L'anello che porti"), incisa da DJ Ötzi e Nino De Angelo.

### Così piccolo
Così piccolo è un brano scritto da Adelio Cogliati ed Anthony Ruheford alias Tony Mimms, che ne ha anche curato gli arrangiamenti.

## Classifiche
| Paese  | Posizione massima | Nr. di settimane |
| ------ | ----------------- | ---------------- |
| Italia | 6                 |                  |